# Пограничный сельсовет (Пензенская область)
Пограничный сельсовет — сельское поселение в Колышлейском районе Пензенской области Российской Федерации.
Административный центр — село Пограничное.

## История
Статус и границы сельского поселения установлены Законом Пензенской области от 2 ноября 2004 года № 690-ЗПО «О границах муниципальных образований Пензенской области».

## Население
| 2002 | 2010 | 2012 | 2013 | 2014 | 2015 | 2016 |
| ---- | ---- | ---- | ---- | ---- | ---- | ---- |
| 883  | ↘876 | ↘867 | ↘848 | ↘826 | ↘779 | ↘748 |
| 2017 | 2018 | 2021 |      |      |      |      |
| ↘731 | ↘723 | ↘640 |      |      |      |      |

## Состав сельского поселения
| № | Населённый пункт | Тип населённого пункта       | Население |
| - | ---------------- | ---------------------------- | --------- |
| 1 | Алексеевка 1-я   | деревня                      | 5         |
| 2 | Пограничное      | село, административный центр | ↗734      |
| 3 | Хутор-3          | деревня                      | 137       |